# Cyperus helferi
Cyperus helferi är en halvgräsart som beskrevs av Johann Otto Boeckeler. Cyperus helferi ingår i släktet papyrusar, och familjen halvgräs. Inga underarter finns listade i Catalogue of Life.